# Облога Гавілгхура
Облога Гавілгхура та наступне здобуття форту Британською Ост-Індійською компанією 15 грудня 1803 року є кульмінаційним моментом Другої англо-маратхської війни в розбитті сил Радходжі II Бхонсле, раджі Берару. 3000-м гарнізоном керував Кілла-дар бен Сінгх, за допомоги Маноо Бапу.

## Події, що передували
Тогочасний Гавілгхур вважався неприступним, захисники вважали, що могли б захистити цю гірську фортецю незалежно від кількості війська, яке б кинули британці на них. Оборонну лінію становили два мури — зовнішній і внутрішній. Біля зовнішнього форту лежав яр, за яким були ворота до внутрішнього форту. Внутрішній форт обведений системою з кількома воротами. Проте після його здобуття атакувальні сили мали ривками рухатися ламаними напрямками під обстрілом захисників Верхнього форту.

## Бойові дії
Осада тривала за вельми незручних для британців обставин. Підполковник 11-го Девонширського полку Келлі керованими підрозділами зміг захопити зовнішній форт і провів атаку на внутрішній — за підтримки флангових частин 94-го полку та сипаїв генерал-майора Джеймса Стівенсона. Одночасно 74-й та 78-й гірські полки відвернули увагу захисників форту обманними атаками з півдня.
12 грудня британці починають артилерійський обстріл форту, 14-го капітан Кемпбелл з легкою піхотою здійснили прорив із південної сторони. Ворота внутрішньої фортеці були здобуті, британці при осаді втратили 132 убитими, втрати маратхів становили понад 1200 осіб, серед них двоє вищих воєначальників.

## Наслідки та значення
Після закінчення Другої англо-маратхської війни Гавілгхур був повернутий маратхам, проте більше він не використовувався як опорний пункт.